# Хистология
Хистологията (от гр. ἱστός – тъкан и логос – наука) е наука, която изучава биологичните системи на ниво тъкан. За целта тъканите се режат на тънки срези посредством микротом и се изследват с помощта на микроскоп. Тази наука може да бъде определена като микроскопична анатомия. Фотографирането на оцветени клетки се нарича хистофотография. Хистологията е съществена част от биологията.
Хистопатологията е микроскопичното изучаване на тъкани с патологични изменения и е важен клон на анатомичната патология. С помощта на хистопатологията може да се поставят различни диагнози за заболявания, като се изследват проби от тъканите (биопсия). Така може да бъде поставена диагноза за наличието на рак например.
Хистологията се дели на два големи дяла: обща хистология и органна хистология.
Общата хистология изучава тъканите според тяхната класификация, състав, строеж, произход и развитие. Органната хистология изучава тъканния строеж на различните органи и органни системи в организма.
Според своя предмет, хистологията бива:
- Хистология на растенията
- Хистология на животните
- Хистология на човека

## Техническа подготовка на срези

### Фиксация
Фиксатори и консерванти се използват за да се запази тъканта, структурата на нейните клетки и структурата на клетъчните органели. Фиксаторът стабилизира тъканта както механично, така и биохимично. Най-често използваният фиксатор е неутралният буфер формалин. Фиксаторите не трябва да са прекалено токсични, за да не увреждат тъканите.

## История
През 19 век хистологията е отделна академична дисциплина. През 1906 г. италианският учен Камило Голджи и хистологът Сантяго Рамон и Кахал получават Нобеловата награда за физиология или медицина. Изследванията им обхващат областта на неврологията и най-вече структурата на нервната система.

## Класификация на животинските тъкани
Има четири основни вида тъкани: съединителна, епителна, нервна и мускулна тъкан. Всички останали видове тъкани произхождат от основните.
- епителна тъкан – изгражда кожата, жлезите и покрива отвън и отвътре някои органи
- ендотел – покрива вътрешните стени на кръвоносните и лимфните съдове
- мезотел – покрива плевралните и перикардиалните повърхности
- мезенхим – клетките на тази тъкан запълват празнините между органите
- неврони – клетките на нервната тъкан
- кръвни клетки – това са червените и белите кръвни клети, включително и тези намиращи се в лимфните възли и далака
- репродуктивни клетки – сперматозоиди при мъжете и яйцеклетки при жените
- плацента – орган характерен за бозайниците по време на бременност при женските индивиди
- стволови клетки – клетки, които могат да се превръщат в други видове клетки при нужда

## Свързани науки
- Клетъчна биология – наука за живите клетки, за тяхната структура и процеси
- Анатомия – наука за органите видими с просто око
- Морфология – наука изучаваща структурата на цели организми